# Риккенбах (Цюрих)
Риккенбах (нем. Rickenbach ZH) — коммуна в Швейцарии, в кантоне Цюрих.
Входит в состав округа Винтертур. Население составляет 2473 человека (на 31 декабря 2007 года). Официальный код — 0225.